# Ascella
Ascella eller Zeta Sagittarii (ζ  Sagittarii, förkortat Zeta Sgr, ζ  Sgr) som är stjärnans Bayerbeteckning, är en dubbelstjärna belägen i den mellersta delen av stjärnbilden Skytten. Den har en kombinerad skenbar magnitud på 2,59 och är klart synlig för blotta ögat. Baserat på parallaxmätning inom Hipparcosuppdraget på ca 37,0 mas, beräknas den befinna sig på ett avstånd av ca 88 ljusår (ca 27 parsek) från solen.

## Nomenklatur
Zeta Sagittarii har det traditionella namnet Ascella, som kommer från ett sentida latinskt ord som betyder "armhåla".
Zeta Sagittarii,  tillsammans med Gamma Sagittarii, Delta Sagittarii, Epsilon Sagittarii, Lambda Sagittarii, Sigma Sagittarii, Tau Sagittarii och Fi Sagittarii, ingår i asterismen Tekannan.
I stjärnkatalogen i Al Achsasi al Mouakket-kalendern var denna stjärna betecknad Thalath al Sadirah, vilket betyder "den tredje återkommande strutsen".
År 2016 organiserade Internationella astronomiska unionen en arbetsgrupp för stjärnnamn (WGSN) med uppgift att katalogisera och standardisera riktiga namn för stjärnor. WGSN fastställde namnet Ascella för denna stjärna den 12 september 2016 vilket nu ingår i IAU:s Catalog of star Names.

## Egenskaper
Primärstjärnan i Ascella består av en blå till vit underjättestjärna av spektralklass A2.5 Va. Den har en massa som är ca 5,3 gånger större än solens massa, en radie som är ca 3,8 gånger så som solens. Den utsänder från dess fotosfär ca 31 gånger mera energi än solen vid en effektiv temperatur på ca 8 800  K.
Primärstjärnan omfattar en underjätte av spektraltyp A2 och en underjätte av typ A4.  Paret har en genomsnittlig separation på 13,4 astronomiska enheter (AE). Det primära paret har en svag följeslagare av 10:e magnitud, separerad med 75 bågsekunder. Primärstjärnans två komponenter kretsar kring varandra med en omloppsperiod på 21 år med en excentricitet på 0,211. 
Ascella rör sig bort från solsystemet med en radiell hastighet av 22 km/s och var för omkring 1,0-1,4 miljoner år sedan på ett avstånd av 7,5 ± 1,8 ljusår från solen.